# Marcela Iacub
Marcela Iacub (Buenos Aires, 1964) es una abogada,  jurista, investigadora, pensadora y ensayista feminista argentina que posee también la nacionalidad francesa.

## Biografía
Marcela Iacub nació en la ciudad de Buenos Aires, Argentina, en 1964 en una familia de clase media judía.
Tataranieta de un célebre rabino, hija de un abogado, proviene de dos familias judías que llegaron de Bielorrusia y de Ucrania, en 1930, a la Argentina. Nunca recibió educación religiosa y se considera atea.
Estudió derecho en Buenos Aires, se especializó en derecho laboral  y a la edad de 25 años se fue a París con una beca de estudios para especializarse en bioética. 
Realizó su doctorado en Escuela de altos estudios en ciencias sociales y allí se convirtió en miembro del Centro de estudios de normas jurídicas.
Vive en París con su  compañero de vida el filósofo Patrice Maniglier, con quien publicó en 2003 Famille en scènes: bousculée, réinventée, toujours inattendue. 
Es miembro, desde 1998,  del Centro nacional para la investigación científica (CNRS), el más grande organismo público francés de investigación científica, en el Laboratorio de demografía y de historia social  de la Escuela de altos estudios en ciencias sociales en París (Laboratoire de démographie et d'histoire sociale de l’École des Hautes Études en Sciences Sociales EHESS).
Es conocida por varios de sus libros, particularmente Le crime était presque sexuel (El crimen era casi sexual).
Marcela Iacub se convirtió en una celebridad mediática por sus controversiales opiniones sobre la libertad de elección de los individuos. No le asusta escandalizar ni nadar contra la corriente.  Suele realizar intervenciones populares en los medios  para opinar sobre diversos temas,  desde prostitución,  violación, eutanasia, trasplante, matrimonio, matrimonio homosexual,  maternidad,  aborto, filiación, adopción homosexual o clonación  hasta los métodos de procreación artificial y reproducción  asistida dando siempre  ejemplos jurídicos precisos. Es vegetariana y defiende los derechos de los animales. Tiene un gato pero no desea hijos.
Escribe en francés y a la fecha sólo ha sido traducido al castellano su ensayo Confesiones de una devoradora de Carne.

## Su pensamiento
Marcela Iacub generó fuertes críticas por parte de las feministas tradicionales  francesas a quienes considera demasiado moralizadoras, maternales, caducas y pasadas de moda. No apoya las leyes sobre la paridad y el acoso sexual,  ni la glorificación de la natalidad o la maternidad. Sus opiniones, no siempre políticamente correctas, siempre generan debate.
Ella sostiene la idea de que la revolución sexual de la década de 1970 fue un fracaso en la medida en que renunció a sus ambiciones emancipadoras. 

Por sus ideas radicales y su defensa de los derechos de las minorías sexuales, religiosas y étnicas también se ganó el seguimiento de fervientes admiradores pero sus posturas le valieron críticas violentas.

Su planteo principal es que  el derecho es un instrumento de crítica política.

Cuestiona la doctrina, heredera del estructuralismo antropológico de Claude Lévi-Strauss y psicoanalítico de Jacques Lacan, que atribuye al derecho una función de estructuración psíquica, como si la finalidad última de este fuera permitir a los individuos construir y conservar su equilibrio mental. Este equilibrio sería la norma suprema que permitiría definir el contenido y los límites de las normas jurídicas particulares.

Este argumento es defendido, sobre todo, por los conservadores del «orden simbólico». De esta manera cualquier transgresión o cambios por parte del legislador, en especial los concernientes a la familia, pondría en riesgo la salud mental de la población.
Critica la costumbre de las Ciencias sociales de creer que el derecho es una herramienta puramente formal, ajena al poder de turno, que se limitaría solamente a dar cuenta de una supuesta realidad prejurídica.  Para ella el derecho no se limita a prohibir o autorizar sino que genera ciertas configuraciones de poder que contribuyen a la creación de una realidad política.
Para ella las categorías antropológicas más elementales con las que pensamos son jurídicas: la filiación, la sexualidad, la familia o el estado.
La división jurídica de los sexos no significa lo mismo que el género masculino o femenino como categoría social o antropológica, sino que significa que varones y mujeres son titulares de derechos y obligaciones específicos y diferentes. Por eso se inscribe el sexo con el estado civil. Si las obligaciones y derechos fueran los mismos o iguales para varones y mujeres, la inscripción del sexo resultaría superflua.
Por ejemplo: si un varón reconoce como propio a un niño que no lleva sus genes y esto es constatado, lo peor que le puede suceder es que le otorguen la paternidad al otro que la reclama. En cambio, si una mujer inscribe como propio un niño que no ha parido comete un grave delito penal y termina en la cárcel.
A partir de la década de 1960, con la revolución sexual, el modelo tradicional de desigualdad complementaria en el matrimonio entre el marido y la mujer (ciudadanía política con derecho a voto, manejo del patrimonio familiar, preeminencia masculina en el dominio de la filiación) deja lugar a leyes más equitativas.
Aparece el modelo de filiación «natural» que identifica por primera vez  padre con genitor. Los hijos «naturales» extramatrimoniales pasan a tener los mismos derechos que los hijos «legítimos». La pareja procreadora se convierte en la pareja parental dando lugar a un nuevo paradigma reproductivo. En este nuevo «orden reproductivo» la pareja parental reemplaza a la pareja matrimonial. El acto sexual procreativo se convierte en la nueva referencia que estructura la filiación reemplazando el lugar que antes tenía el matrimonio.
Desde comienzos del cristianismo hasta el siglo XX la prioridad absoluta en Occidente en la definición de la filiación era la institución del matrimonio.
Si bien antes, para ser «hijo de», un niño debía nacer dentro del matrimonio  - y los hijos ilegítimos no tenían acceso a ningún tipo de paternidad careciendo de filiación paterna mientras que los nacidos dentro del matrimonio la tenían aún desconociendo de quien fue el esperma que dio origen a esa vida -, ahora la filiación está dada por quien realizó el acto reproductivo (coito).
Su hipótesis es que, no es para mantener ese supuesto orden simbólico que existe una división jurídica de los sexos de las personas, sino para imponer una distribución legal de las obligaciones inherentes a la reproducción biológica y social: la que impone a las mujeres la responsabilidad primordial sobre los hijos. Para salvaguardar esa división jurídica de los sexos fue necesario crear desigualdades, discriminaciones y excluir el acceso a la procreación y a la filiación a grupos enteros de individuos, como los homosexuales, las mujeres solteras o mayores de cierta edad y todos aquellos a quienes se les niega la posibilidad de utilizar las nuevas técnicas reproductivas o la adopción.
Utilizando la historia de las leyes, Iacub nos muestra como  la filiación no tiene el carácter «natural» que le suponemos hoy en día sino que es una construcción social reciente, tanto para la paternidad como para la maternidad. La independencia entre lo biológico y  lo jurídico se reconoce fácilmente con respecto a la paternidad pero no a la maternidad, ocultando el carácter ficticio de «toda» filiación.
Con un exhaustiva investigación histórica Iacub muestra como hasta la década de 1970, gracias a los artificios que permitía el Código civil de Napoleón de 1804, cuando una mujer era infertil recibía un hijo de otra que había dado a luz fuera del matrimonio y anotaba al bebé  como hijo legítimo de esa pareja casada en el registro civil.  Lo que contaba no era la biología ni la genética sino el matrimonio. No necesitaban adoptar para ser consideradas legítimamente madres y mujeres que habían parido no eran consideradas madres.
Del mismo modo que históricamente la paternidad fue consecuencia de un consentimiento del varón y no de un hecho genético, Iacub nos muestra como es algo reciente en la historia considerar madre biológica a la mujer que lleva el niño en su vientre y lo da a luz.
Para Iacub la maternidad es también una construcción del derecho, no de la naturaleza. La maternidad es una relación social que no depende del embarazo y el parto de una manera necesaria:

Si viviéramos en un mundo donde pudiéramos pensar en una filiación sin cuerpo, donde los padres fueran aquellos que han deseado y criado al niño, donde se pudieran utilizar madres portadoras, en un mundo así, si llegamos a instituir la filiación como un acto de creación, de un deseo, de un proyecto, saber quién te dio a luz o quién dio la gameta no va a tener mucha importancia.

Hay mujeres que padecen una infertilidad que les impide llevar un bebé en su vientre y no pueden tener acceso a la reproducción asistida al estar prohibido en la mayoría de las legislaciones el alquiler de vientres (sólo quince países autorizan las madres portadoras).
En cambio, es más fácil ser padre que madre, los varones tienen más posibilidades de atribuirse un hijo al reconocer niños que no han concebido.
Para las parejas fértiles, en los países democráticos, existe una libertad jurídica absoluta de procreación, sin importar las circunstancias.  

Mientras que, a los individuos que por diferentes motivos no tienen acceso a la fertilidad «natural» - (homosexuales, transexuales, intersexuales, mujeres sin pareja, solteras, viudas, separadas, varones sin pareja, solteros, viudos, separados, varones y mujeres con enfermedades que producen infertilidad o esterilidad, etc) - se les niega el acceso a la parentalidad o tienen que solicitar autorización al estado - (según las leyes de bioética de cada país)- para acceder a la reproducción asistida o pasar por arbitrarias evaluaciones, arduas investigaciones y soportar exhaustivas entrevistas  para demostrar que poseen la capacidad de educar correctamente a un niño para acceder a la adopción.
Pareciera que la fertilidad reproductiva (o el matrimonio heterosexual) generara «milagrosamente» y de por sí «naturalmente» buenos padres, homologando capacidad procreativa con capacidad parental.

## Obras
Además de numerosos artículos en revistas especializadas y de divulgación popular ha publicado una serie de libros:

- Le corps de la personne, París, EHESS, 1993, OCLC 490826916
- De l'éthique à la responsabilité juridique des médecins: bioéthique et écologie, l'élaboration d'un nouveau statut pour le corps humain. (Con Bruno Py), París,: Mission interministérielle de recherche-expérimentation, 1994-1995, OCLC 301129273
- Au-delà du PACS, l'expertise familiale à l'épreuve de l'homosexualité, (Con Daniel Borrillo y Eric Fassin), París, Presses universitaires de France, 1999, ISBN 978-2-13-049956-5
- Juger la vie: les choix médicaux en matière de procréation (Con Pierre Jouannet), Pars, La Découverte, 2001,ISBN 978-2-7071-3558-2
- Le crime était presque sexuel et autres essais de casuistique juridique, París, EPEL, 2002 ISBN=978-2-0812-1889-5.
- Penser les droits de la naissance, París, Presses Universitaires de France PUF, 2002, ISBN 978-2-13-051648-4
- Famille en scènes: bousculée, réinventée, toujours inattendue. (Con Patrice Maniglier) París, Autrement, 2003, ISBN 978-2-7467-0331-5
- L'Empire du ventre: Pour une autre histoire de la maternité, París, Fayard, 2004, ISBN 978-2-213-62118-0
- Antimanuel d'éducation sexuelle (Con Patrice Maniglier), París, Bréal, 2005, ISBN 978-2-7495-0540-4
- Bêtes et victimes et autres chroniques de libération, París, Stock, 2005
- Aimer tue, París, Stock, 2005, ISBN 978-2-234-05755-5
- Versión castellana: Amar mata, Sant Andreu de Llavaneres Malabar, 2006, ISBN 978-84-935250-2-6
- Une journée dans la vie de Lionel Jospin, París, Fayard, 2006, ISBN 978-2-213-62867-7
- Qu'avez-vous fait de la libération sexuelle? (con Franck Le Ninon) París, Points,  2007, ISBN 978-2-7578-0425-4
- Versión castellana: Qué habéis hecho de la liberación sexual? Barcelona: Leqtor, 2007, ISBN 978-84-935020-9-6
- Par le trou de la serrure. Une histoire de la pudeur publique, XIX-XXIe siècle, París, Fayard, 2008, ISBN 978-2-213-63399-2
- Consentir: domination, consentement et déni. (Con Christian Ingrao y Michael Burawoy), Lyon, ENS éditions, 2008, ISBN 978-2-84788-130-1
- De la pornographie en Amérique, París, Fayard, 2010, ISBN 978-2-213-64437-0
- Les incoyables et les meveilleuses. (Con Pierre Reimer, Christophe Hanna y Dominique Noguez), París, MF, Agnès B., DL 2010, ISBN 978-2-915794-40-3
- Confessions d’une mangeuse de viande, París, Fayard, 2011, ISBN 978-2-213-66242-8
- Une société de violeurs, París, Fayard, 2012, ISBN 978-2-213-66835-2